# Bomarea acutifolia
Bomarea acutifolia är en alströmeriaväxtart som först beskrevs av Heinrich Friedrich Link och Christoph Friedrich Otto, och fick sitt nu gällande namn av Herb.. Bomarea acutifolia ingår i släktet Bomarea och familjen alströmeriaväxter. Inga underarter finns listade i Catalogue of Life.

## Bildgalleri

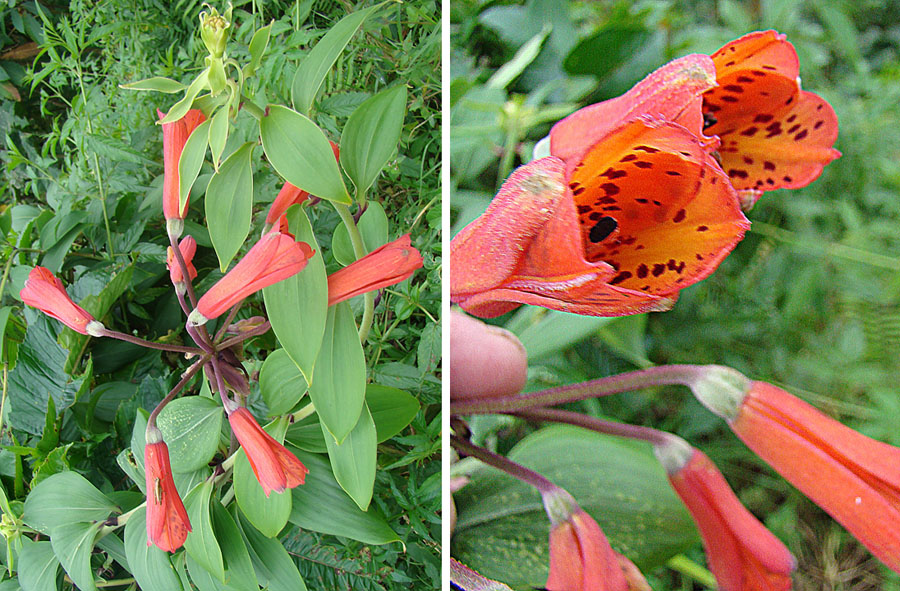
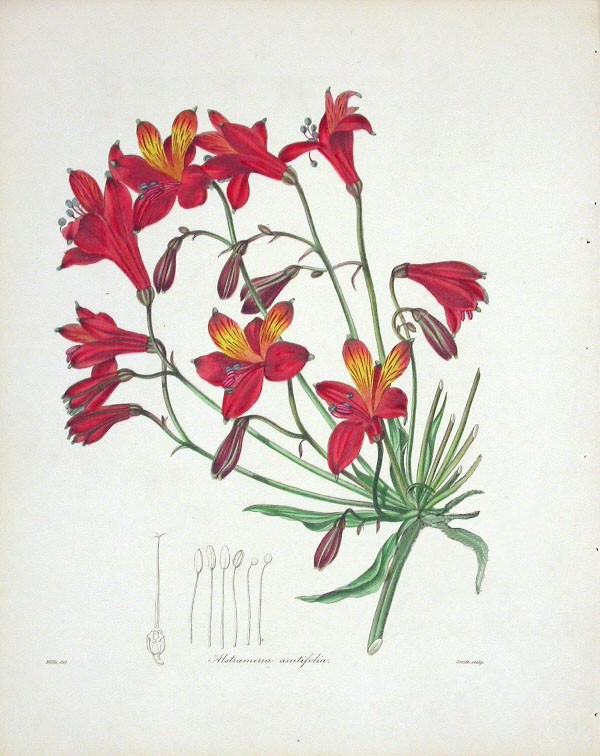